# Quissângua

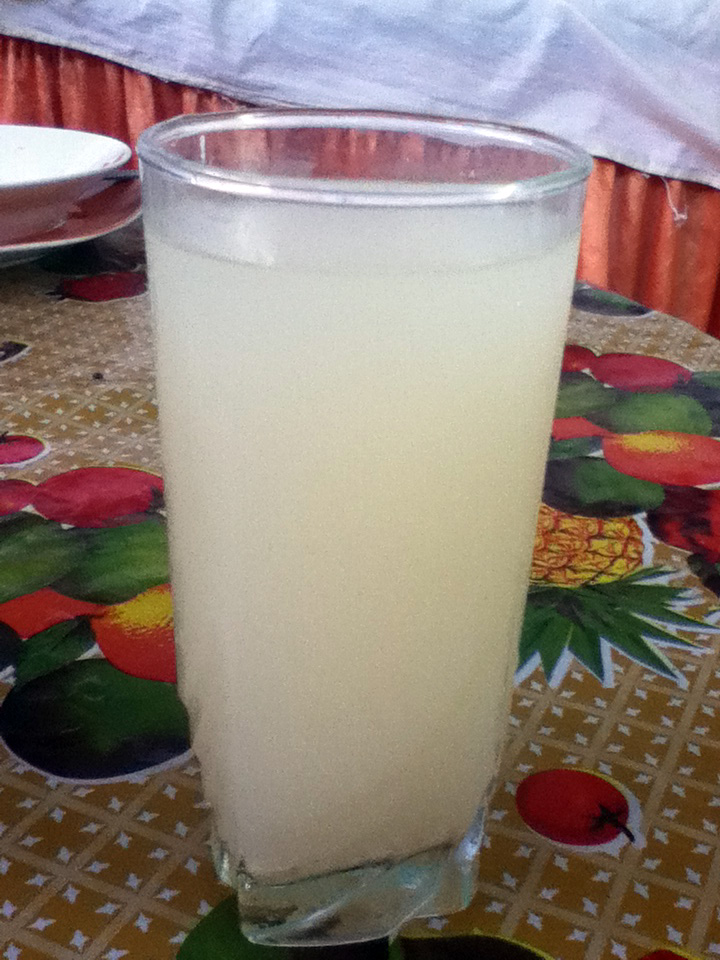
Quissângua

Quissângua ou kissângua é uma bebida tradicional dos ovimbundos, um grupo étnico habitante do sul de Angola. A sua forma original é feita de milho a germinar designado em língua umbundo de osovo. Existe também a quissângua de abacaxi e de arroz. É uma bebida tradicionalmente obtida a partir de produção artesanal, contudo, na atualidade há a produção industrial da mesma.